# 1781 en France
Chronologie de la France
- 1777
- 1778
- 1779
- 1780
- 1781
- 1782
- 1783
- 1784
- 1785

Cette page concerne l’année 1781 du calendrier grégorien.

## Événements
- 14 janvier : arrêt du Conseil du Roi concernant les domaines engagés. Il règle pour la durée du règne la situation des aliénataires et les contraint à une redevance annuelle[1].
- 13 février : le Parlement de Paris enregistre un édit portant création de six millions de livres de rentes viagères[2].
- 19 février : Necker publie son Compte-rendu au Roy révélant l’état des finances publiques. Depuis 1777, il a lancé vingt-neuf emprunts pour un montant total de 530 millions de livres. Il espère, par ce texte diffusé avec l’accord de Louis XVI, désarmer ses adversaires. Mais la divulgation de la liste des pensions accordées aux courtisans provoque un scandale. Le comte de Provence, frère du roi réussit à faire dérober chez l’imprimeur royal un projet de Necker sur les assemblées provinciales, visant à les établir dans toutes les provinces, et sur la création d’une assemblée nationale enregistrant les édits[3].

- 13 mars : le Parlement de Paris enregistre un édit portant création de trois millions de livres de rentes viagères[2].

- 20 avril : le Parlement de Paris refuse d’enregistrer la création de l’assemblée du Bourbonnais[4].

- 19 mai : démission du ministre Necker qui regagne Genève[1].
- 21 mai : Jean-François Joly de Fleury est nommé administrateur général des finances[5].
- 22 mai : édit de Ségur exigeant quatre degrés de noblesse de la part des candidats dans l’armée. Il réserve aux nobles l’accès direct aux grades d’officiers sans service préalable ou sans passage dans des écoles militaires[6].

- 4 juillet : déclaration qui proroge pour dix ans le tarif Bertier dans la généralité de Paris[1].

- Août : un édit établit deux nouveaux sols pour livre des droits des fermes générales, des régies et des droits divers perçus au profit des villes, province et communautés d’officiers. Il double des droits sur les huiles et les savons et augmente de quatre sols pour livres les droits sur le tabac. Les produits de première nécessité sont dégrevés à l’entrée de Paris[1].

- 10 septembre : vendanges précoces en Bourgogne, consécutives à un été très chaud[7]. Récoltes surabondantes.
- 22 septembre : accords frontaliers avec le comté de la Leyen[8].

- 19 octobre : capitulation des Britanniques à la bataille de Yorktown face aux forces franco-américaines[6].

- Octobre : un édit établit les 48 offices de receveurs généraux des finances supprimés en 1780[1].
- 21 novembre : Vergennes est aux affaires à la mort de Jean Frédéric Phélypeaux de Maurepas[5].

## Naissances en 1781
- 17 février : René Laennec, médecin français né à Quimper. Inventeur du stéthoscope en 1816 († 1826).
- 21 juin : Siméon Denis Poisson, mathématicien français né à Pithiviers. Auteur de la Loi des grands nombres en 1837 († 1840).
- 3 septembre : Prince Eugène de Beauharnais, fils adoptif de l’empereur Napoléon Ier et vice-roi d’Italie († 1824).
- 22 octobre : Louis-Joseph de France, premier fils de Louis XVI et de Marie-Antoinette, dauphin de France.

## Décès en 1781
- 16 mars : Gaspard, duc de Clermont-Tonnerre, Maréchal de France (° 16 août 1688).
- 18 mars : Anne Robert Jacques Turgot, Baron de Laune, homme d’État et économiste français.
- 21 novembre : Jean Frédéric Phelypeaux, comte de Maurepas.
- 12 décembre : Christophe de Beaumont du Repaire, archevêque de Paris.